# Файт, Эмиль Александер
Эмиль Александер Файт (нем. Emil Alexander Veit; 3 марта 1842, Миров — 1911, Берлин) — немецкий музыкальный педагог и композитор.
Сын учителя. С трёхлетнего возраста жил в Берлине, в 1867—1868 гг. изучал композицию под руководством Фридриха Киля. В 1871—1873 гг. проводил цикл «Камерные вечера музыки современных композиторов» (нем. Kammermusiksoirée für Werke von Componisten der Gegenwart), знакомившие берлинскую публику с музыкальными новинками. В 1874 г. открыл собственную музыкальную школу (нем. Veit’sche Konservatorium), из её учеников наиболее известен Пауль Гренер. В 1885 г. был среди членов-учредителей Берлинского общества музыкантов.
Автор преимущественно небольших вокальных и фортепианных сочинений.